# Hilda paolii
Hilda paolii är en insektsart som beskrevs av Victor Lallemand 1930. Hilda paolii ingår i släktet Hilda och familjen Tettigometridae. Inga underarter finns listade i Catalogue of Life.